# Robert F. Boyle
Robert Francis Boyle (10. oktober 1909 – 1. august 2010) var en Oscar-vindende amerikansk art director og produktionsleder.
Boyle modtog i 2008 en æres-Oscar for sin lange karriere som art director og produktionsleder i amerikansk film. Han har været produktionsleder for flere Hitchcock-film, blandt andet Menneskejagt, Fuglene og Marnie. Dertil har han deltaget i produktionen af film som Cape Fear, Rekrut Benjamin og Staying Alive.

## Eksterne links
- Robert F. Boyle på Internet Movie Database (engelsk)
- Robert F. Boyle på Filmdatabasen
- Robert F. Boyle på Scope
- Robert F. Boyle på AlloCiné (fransk)
- Robert F. Boyle på AllMovie (engelsk)
- Robert F. Boyle på The Movie Database (engelsk)